# Zrin
Zrin – wieś w Chorwacji, w żupanii sisacko-moslawińskiej, w gminie Dvor. W 2011 roku liczyła 18 mieszkańców.
Jest położona na południowych zboczach Zrinskiej gory.